# Heinz Gries

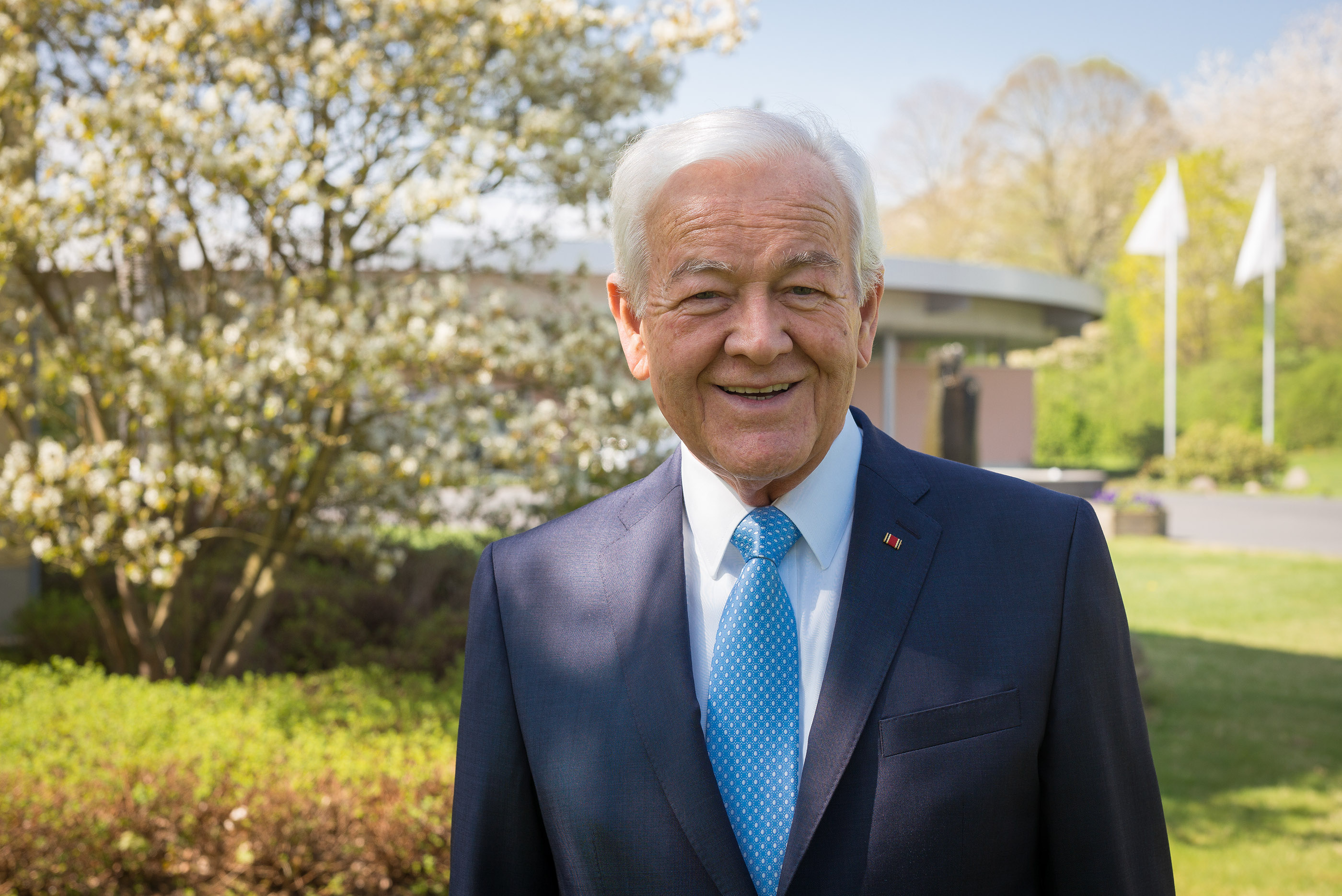
Heinz Gries (2015)

Heinz Gries (* 17. Mai 1935 in Kobern-Gondorf; † 24. Dezember 2022) war ein deutscher Unternehmer, der den Süß- und Salzgebäck-Hersteller Griesson – de Beukelaer wesentlich geprägt hat. Er errichtete zudem die Gottlieb Anton-Stiftung und die Heinz Gries-Stiftung.

## Wirken als Unternehmer
Heinz Gries wurde in Kobern an der Mosel geboren und wuchs zusammen mit drei Geschwistern auf. Nach bestandener Banklehre trat er in den 1950er Jahren in das elterliche Unternehmen Griesson in Kobern ein und übernahm 1966 nach dem Tode des Vaters Hans Gries als Vertreter der dritten Generation die Geschäftsführung. Heinz Gries zahlte seine drei Geschwister aus und wurde alleiniger Inhaber von Griesson, das bis dato mit Lebkuchen vor allem saisonales Gebäck produzierte. 1969 eröffnete Heinz Gries eine neue Fabrik in Polch. Im ersten Jahrzehnt als Unternehmer entwickelte er ein Ganzjahressortiment und brachte 1977 den Soft Cake auf den Markt, mit dem er die saisonale Abhängigkeit von Lebkuchen beendete. 1979 verlegte er den Unternehmenssitz von Kobern nach Polch. Heinz Gries strebte von Beginn an nach konsequenter Technologie- und Kostenführerschaft. 1993 entstand ein Werk in Kahla, Thüringen. 1998 holte er Andreas Land zu Griesson, den er auch am Unternehmen beteiligte. Unter ihrer gemeinsamen Regie fusionierte Griesson mit dem De Beukelaer-Teil des Danone-Konzerns, der Gebäcksparte General Biscuit Deutschland und General Biscuit Österreich, zu Griesson – de Beukelaer. Das Unternehmen entwickelte sich im Markt für Süß- und Salzgebäck zum Marktführer in Deutschland und zu einem wichtigen Akteur in Europa.
Heinz Gries schied zum Jahreswechsel 2008/2009 als Geschäftsführer des Unternehmens aus. 2014 brachte er seine Mehrheitsbeteiligung am Familienunternehmen in eine von ihm gegründete Familienstiftung ein (Gottlieb Anton-Stiftung).

## Berufliches und soziales Engagement
Neben den beruflichen Aufgaben engagierte sich Heinz Gries auch in berufsständischen Bereichen und Interessenverbänden, unter anderem seit 1955 als Mitglied im Bundesverband der Deutschen Süßwarenindustrie. Hier übernahm er verschiedene Ämter auf Bundes- und Länderebene.
2004/2005 errichtete er überdies die gemeinnützige Heinz Gries-Stiftung.

## Auszeichnungen
Heinz Gries wurde mehrfach geehrt:
- 2000 mit der Goldenen Uhr des Bundesverbands des Süßwaren-Groß- und Außenhandels (heute: Sweets Global Network e. V.)[19]
- 2004 für sein unternehmerisches Wirken mit dem Bundesverdienstkreuz am Bande des Verdienstordens der Bundesrepublik Deutschland[20]
- 2005 mit der Ehrenbürgerschaft der Stadt Polch[21]
- 2006 mit dem Wirtschaftspreis der CDU-Mittelstandsvereinigung (M.I.T.) Rheinland-Pfalz[20]
- 2009 für sein Lebenswerk mit dem Goldenen Zuckerhut der Lebensmittel Zeitung[22]
- 2011 zusammen mit Andreas Land als Familienunternehmer des Jahres[23]
- 2015 mit der Wirtschaftsmedaille des Landes Rheinland-Pfalz[20]

In Polch und Wurzen sind zudem Straßen nach ihm benannt.

## Privates
Heinz Gries war mit Mädi Gries (1933–2020) verheiratet. Beide waren Rotarier.